# زلیونایا پولیانا (استان بلگورود)
زلیونایا پولیانا (انگلیسی: Zelyonaya Polyana, Belgorod Oblast) یک شهرک در بخش بلگورودسکی استان بلگورود کشور روسیه است.